# Kyra Sedgwick
Kyra Minturn Sedgwick (ur. 19 sierpnia 1965 w Nowym Jorku) – amerykańska aktorka i producentka filmowa.
W 2007 zdobyła nagrodę Złotego Globu dla najlepszej aktorki w serialu dramatycznym za rolę Brendy Johnson w serialu kryminalnym Podkomisarz Brenda Johnson.
Od 2009 posiada własną gwiazdę w Alei Gwiazd w Los Angeles znajdującą się przy 6356 Hollywood Boulevard.

## Życiorys
Przyszła na świat w zamożnej rodzinie o rodowodzie z Nowej Anglii. Jest córką Patricii Sedgwick (z domu Rosenwald), wykładowcy od spraw nauczycielskich i edukacji (a także terapeuty rodzinnego) pochodzenia żydowskiego, oraz finansisty angielskiego pochodzenia Dwighta Sedgwicka Henry’ego V, wyznawcy Kościoła Episkopalnego, potomka sędziego Theodore Sedgwicka. Ma dwóch braci – Nicco i młodszego Roberta, oraz przyrodniego brata, gitarzystę jazzowego Mike’a Sterna, z drugiego małżeństwa ojca. Kiedy miała trzy lata, jej rodzice rozwiedli się, a w 1971 roku matka ponownie wyszła za mąż za Bena Hellera, sprzedawcę dzieł sztuki.
W wieku 16 lat zaczęła występować w roli Julii Shearer w operze mydlanej NBC Inny świat. Uczęszczała do prywatnych szkół, Friends Seminary i Sarah Lawrence College, a następnie została przeniesiona na wydział teatralny Uniwersytetu Południowej Kalifornii.
W biograficznym dramacie wojennym Olivera Stone Urodzony 4 lipca zagrała postać sympatii z lat licealnych weterana wojny w Wietnamie (Tom Cruise). Za tytułową kreację w telewizyjnym dramacie Panna Rose White (Hallmark/NBC) oraz za drugoplanową rolę Emmy Rae King w komediodramacie Miłosna rozgrywka u boku Julii Roberts i Dennisa Quaida zdobyła nominację do nagrody Złotego Globu. Jej ekranowy pocałunek z głównym bohaterem (John Travolta) melodramatu fantasy Fenomen był nominowany do nagrody MTV Movie Awards.

## Życie prywatne
4 września 1988 wzięła ślub z amerykańskim aktorem Kevinem Baconem. Mają dwoje dzieci: syna Travisa (ur. 23 czerwca 1989 w Los Angeles) i córkę Sosie Ruth (ur. 15 marca 1992).

## Filmografia

### Filmy kinowe/wideo
- 2013: Chlorine, jako Georgie
- 2013: Reach Me, jako Colette
- 2013: Kill Your Darlings, jako Marian Carr
- 2012: Kronika opętania (The Possession), jako Stephanie
- 2012: Człowiek na krawędzi (Man on a Ledge), jako Suzie Morales
- 2012: Chlorine, jako Georgie
- 2009: Gamer, jako Gina Parker Smith
- 2008: Liga Sprawiedliwych: Nowa granica (Justice League: The New Frontier), jako Lois Lane (dubbing)
- 2007: Plan gry (The Game Plan), jako Stella Peck
- 2005: Ukochany synek (Loverboy), jako Emily
- 2004: Zły dotyk (The Woodsman), jako Vicki
- 2003: Batman: Tajemnica Batwoman (Batman: Mystery of the Batwoman), jako Batwoman (dubbing)
- 2003: Wakacje Waltera (Secondhand Lions), jako Mae
- 2003: Za czerwonymi drzwiami (Behind the Red Door), jako Natalie
- 2002: Zaczyna się od pocałunku (Just a Kiss), jako Halley
- 2002: Własne tempo – trzy portrety (Personal Velocity: Three Portraits), jako Delia Shunt
- 2000: Bóle porodowe (Labor Pains), jako Sarah Raymond
- 2000: Rodzina to grunt (What’s Cooking?), jako Rachel Seelig
- 1998: Córka mafii (Montana) jako Claire Kelsky
- 1997: Intensywna terapia (Critical Care), jako Felicia Potter
- 1996: Fenomen (Phenomenon), jako Lace Pennamin
- 1995: Miłosna rozgrywka (Something to Talk About), jako Emma Rae King
- 1995: The Low Life, jako Bevan
- 1995: Morderstwo pierwszego stopnia (Murder in the First), jako Blanche
- 1993: Serce i dusze (Heart and Souls), jako Julia
- 1992: Samotnicy (Singles), jako Linda Powell
- 1991: Piraci seksu (Pyrates), jako Sam
- 1990: Pan i Pani Bridge (Mr.&Mrs. Bridge), jako Ruth Bridge
- 1989: Urodzony 4 lipca (Born on the Fourth of July), jako Donna, dziewczyna Rona
- 1988: Kansas, jako prostytutka Drifter
- 1986: Tai-Pan, jako Tess Brock
- 1985: Wojna i miłość (War and Love), jako Halina

### Filmy TV
- 2004: W rękach Boga (Something the Lord Made), jako Mary Blalock
- 2004: Jaskinie serca (Cavedweller), jako Delia Byrd
- 2002: Od drzwi do drzwi (Door to Door), jako Shelly Soomky Brady
- 2001: Prawo Hudsona (Hudson’s Law)
- 1998: Wieczór trzech króli (Twelfth Night, or What You Will), jako hrabina Olivia
- 1996: Pożegnanie z Chase (Losing Chase), jako Elizabeth Cole
- 1993: Rodzinne zdjęcia (Family Pictures), jako Nina Eberlin
- 1992: Panna Rose White (Miss Rose White), jako Rose White
- 1991: Mężczyźni i kobiety 2: W miłości nie ma zasad (Women&Men 2: In Love There Are No Rules), jako Arlene Megeffin
- 1990: Kobiety i mężczyźni (Women and Men: Stories of Seduction), jako Arlene
- 1988: Lemon Sky, jako Carol
- 1987: Człowiek, który zerwał 1000 łańcuchów (The Man Who Broke 1,000 Chains), jako Lillian Salo

### Seriale TV
- 2023: Tego lata stałam się piękna (The Summer I Turned Pretty), jako ciocia Julia
- 2005–2012: Podkomisarz Brenda Johnson (The Closer), jako Brenda Johnson
- 2003–2007: Sędziowie z Queens (Queens Supreme), jako ADA Quinn Coleman
- 2002: Stanley, jako Park Ranger
- 2002: Ally McBeal, jako Helena Greene
- 2000: Gadka szmatka (Talk to Me), jako Janey Munroe
- 1986: Niesamowite historie (Amazing Stories), jako Dora Johnson
- 1985: Policjanci z Miami (Miami Vice), jako Sarah MacPhail
- 1985: ABC: Po szkole (ABC Afterschool Specials), jako Cindy Eller
- 1982–1983: Inny świat (Another World), jako Julia Shearer #1

## Nagrody
- Złoty Glob Najlepsza aktorka w serialu dramatycznym: 2007 Podkomisarz Brenda Johnson
- Nagroda Emmy Najlepsza aktorka w serialu dramatycznym: 2010 Podkomisarz Brenda Johnson